# Nähen

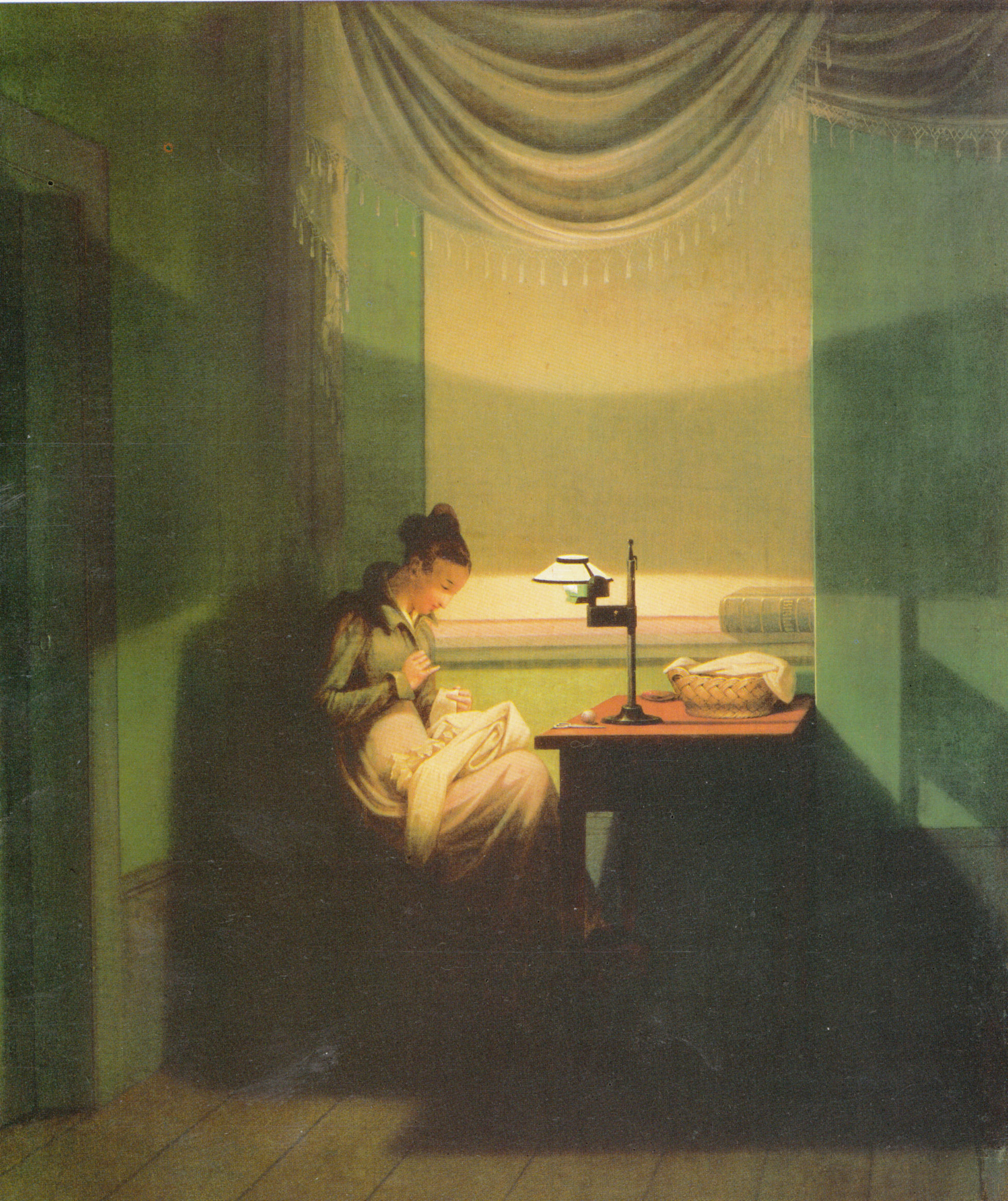
Junge Frau, beim Schein einer Lampe nähend (Gemälde von Georg Friedrich Kersting, 1825)

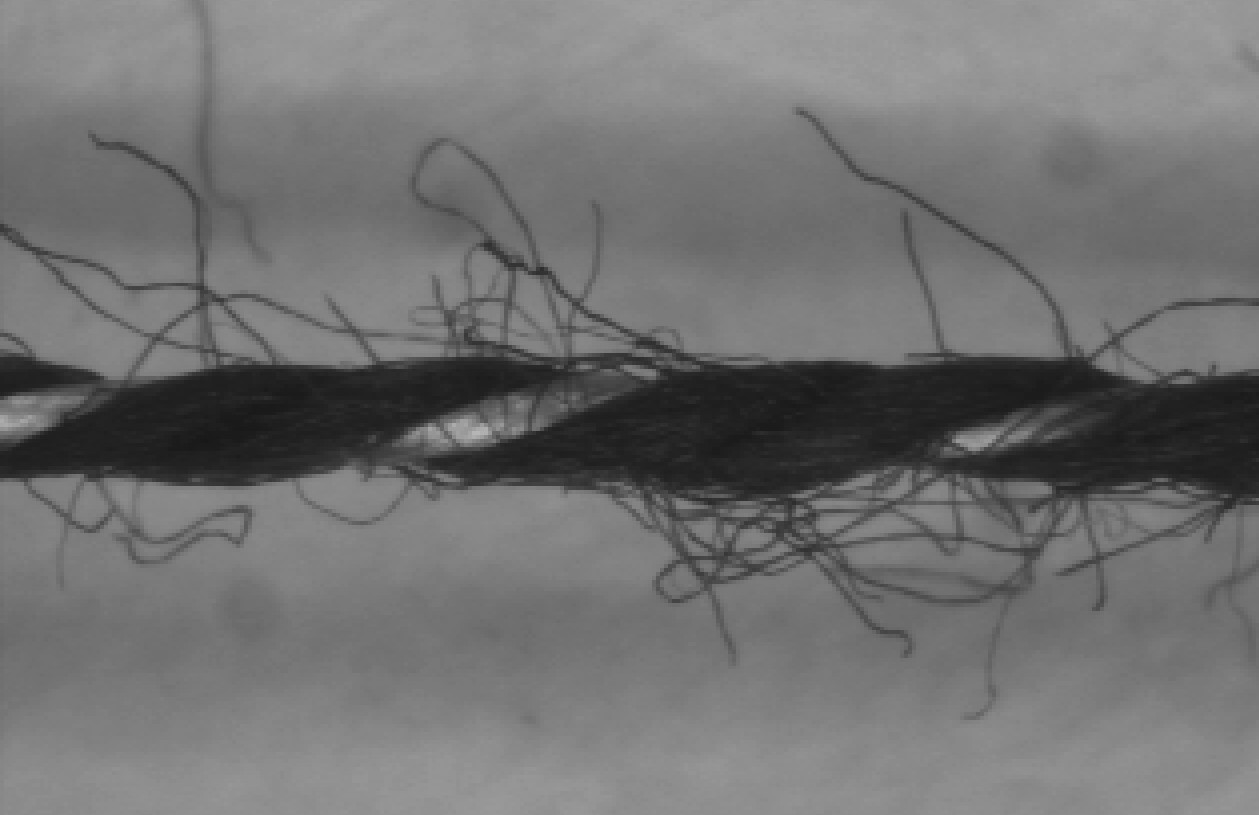
Nähfaden unter dem Mikroskop

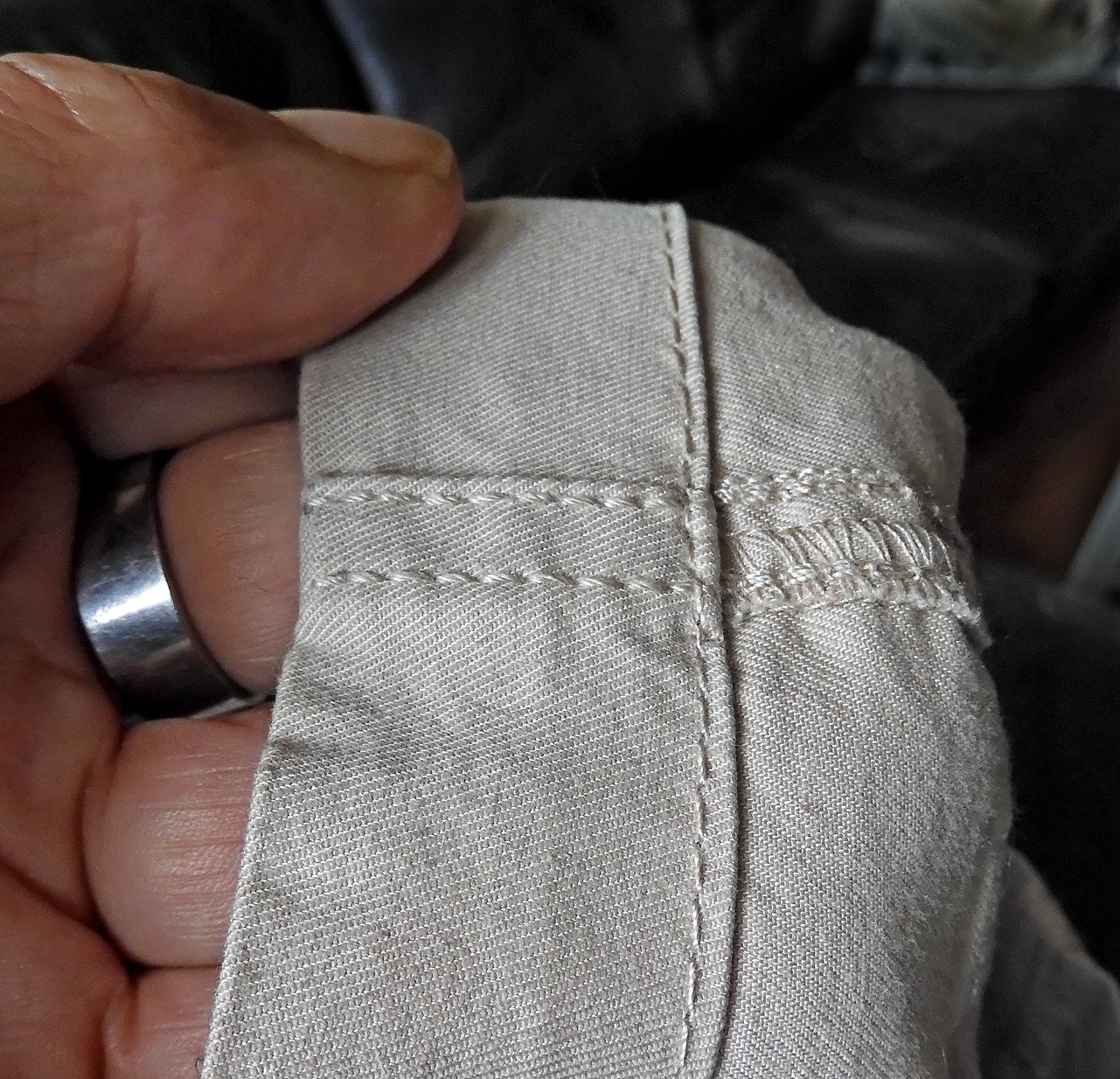
Nähte an einem Hosenbein

Nähen ist ein Fügeverfahren, bei dem textile Nähgüter wie Gewebe und Maschenwaren, aber auch Leder und Pelz, flächig oder dreidimensional durch Nähnadel und Faden miteinander gefügt werden. Es ist eine der ältesten handwerklichen Tätigkeiten, die schon in der Urgeschichte entstand und in der Entwicklung der menschlichen Kultur eine wichtige Rolle spielte. Es sind eine Vielzahl verschiedener Nähverfahren entstanden.

## Etymologie
Das nur deutsche und niederländische Verb nähen gehört mit verwandten Wörtern in anderen indogermanischen Sprachen zu der idg. Wurzel *[s]nē-. Sie hat die Bedeutung von „Fäden zusammendrehen, knüpfen, weben, spinnen.“ Zu dem Verb gehören im etymologischen Sinne die beiden Substantive Nadel und Naht.
Für die Tätigkeit „Leder nähen“ besaß die mittelhochdeutsche Sprache mit siuwen ein eigenes Wort, das jedoch im 15. Jahrhundert untergegangen ist. Erhalten geblieben ist es im englischen Wort sew für nähen.

## Beschreibung
In der DIN 61400 (Nähmaschinen – Nähstichtypen – Einteilung und Begriffe) wird Nähen definiert als jener Vorgang, bei dem ein oder mehrere Fäden vielfach wiederholt durch das Nähgut geführt werden, wobei die Fäden miteinander oder mit Nähgut verschlungen werden. Ähnliche Techniken, wie etwa das Einnadeln beim Tufting oder die Kettenwirktechnik (Nähen mit Maschenbildung) bezeichnet man nicht als Nähen.
Durch Nähen lassen sich zweidimensionale, nicht zu dicke Werkstoffe verbinden, vor allem Gewebe, Leder, Papiere und Pappen, aber auch Folien und Bleche, wahlweise in Kombination miteinander und zu vielen verschiedenen Verwendungszwecken. Das mit Abstand wichtigste Anwendungsfeld für Nähverfahren ist jedoch die Bekleidungsindustrie.
Im übertragenen Sinn zählen auch fadenlose Stoffverbindungen, wie Klebenähte und Schweißnähte, zu den Nähten.

## Allgemeines
In der Textil- und Lederwarenindustrie ist das Nähen mit Nähmaschinen oder Nähautomaten heute die Standardmethode zum Verbinden der Einzelteile zu einem fertigen Produkt. Auch wenn Teile zuvor zusammengeklebt wurden, erhalten sie eine dauerhafte Verbindung meist erst durch eine zusätzliche Naht. Diese kann durch die Auswahl der Nähgarne und durch die entsprechende Stichbildung exakt auf die gewünschten Eigenschaften abgestimmt werden.
Nahtverbindungen gelten allgemein als sehr stabil und belastbar. Sie können elastische und unelastische Gewebe verbinden und damit auch verschiedene Materialtypen z. B. Leder mit Stoff oder Leder mit Blech. Die Anwendungsbereiche sind weit gestreut. Beim Malimoverfahren, einem besonderen Textilverfahren, dient das Nähen nicht der Verbindung mehrerer Textile, sondern zur Herstellung eines Textiles selbst.
Nähutensilien wie Knöpfe, Schere, Nadeln, Einfädler und verschiedenfarbige Garne und Zwirne usw. werden häufig in einem Nähkästchen aufbewahrt.

## Anzahl der Fäden
Im handwerklichen Sinne erfolgt das Nähen in der Regel mit einer Nähnadel und einem Faden. Nähmaschinen arbeiten dagegen meist mit einem Ober- und einem Unterfaden. Spezielle Maschinentypen, wie beispielsweise Overlock-Nähmaschinen, verwenden gleichzeitig mehrere Nadeln auf einer Naht.
Doppelnähte an Jeans, Overlock-Nähte bei Wirkware oder Jersey und die maschinelle Kettelung von Teppichrändern werden auch mit mehr als zwei Fäden hergestellt und decken einen Textilrand gegen Ausfasern ab. Bei einigen Nahttypen wie beispielsweise der Kappnaht oder der französischen Naht wird eine bereits genähte Verbindungen erneut umgefaltet und mit mehreren Fäden aufgenäht, um die Haltbarkeit zu erhöhen und/oder bestimmte optische Effekte zu erreichen. Durch die Verwendung mehrerer Fäden kann die Nahtverbindung so stabil gestaltet werden, dass die Gesamtbelastbarkeit der Naht die des Stoffes übertrifft.
Eine Sonderform des Nähens auf einer Nähmaschine ist der Kettenstich. Dabei wird ein einzelner Faden mit dem zu verarbeitenden Material verhäkelt. Mit diesem Verfahren hergestellte Nähte lassen sich später problemlos durch Aufziehen des Fadens wieder trennen.

## Arten von Stichen und Nähten

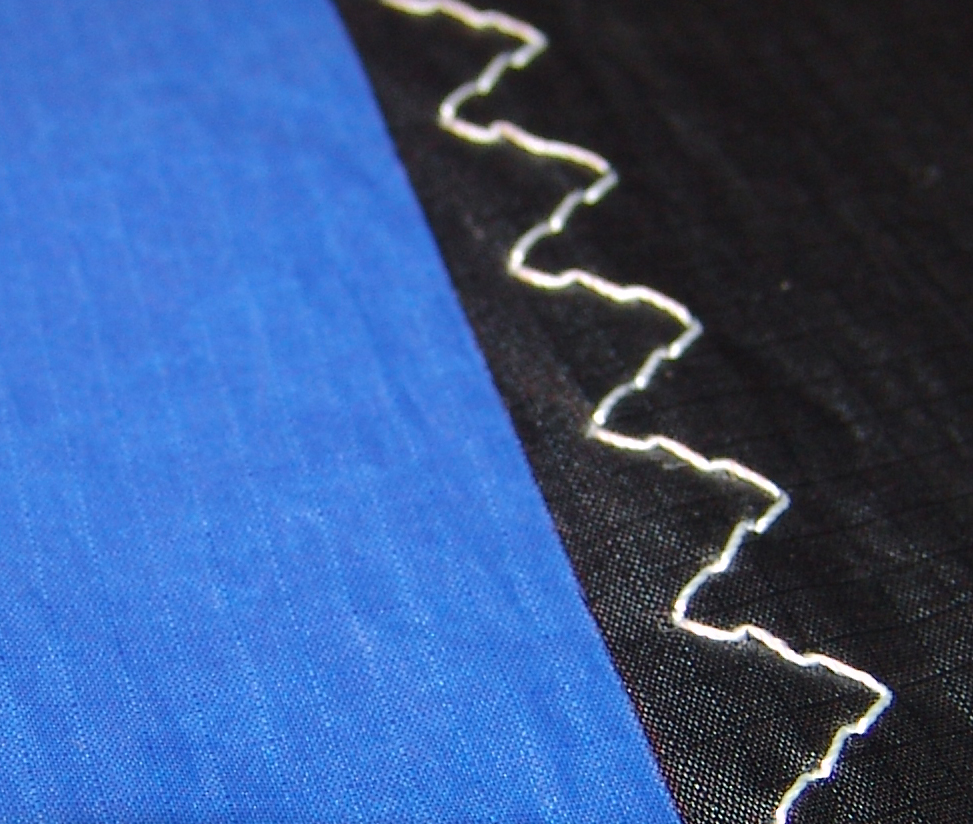
Dreifach Zickzack-Naht, überlappt durchgenäht

Aufgrund der zweidimensionalen Beschaffenheit des Stoffs lassen sich generell nur zwei Sorten von Nahtverbindungen unterscheiden: Überlappte Nahten und „Stoß-an-Stoß“-Nahten. Das überlappte Nähen wird auch als Durchnähen bezeichnet, das Stoß-an-Stoß-Nähen auch als Annähen. Das Durchnähen kann einfach oder mehrfach geschehen.